# MT-449

MT-449 é uma rodovia brasileira que liga os municípios de Lucas do Rio Verde a Tapurah no Norte Mato-grossense.
Percorre cerca de 96 km entre Lucas do Rio Verde e Tapurah sendo uma das rodovias estaduais mais movimentadas do norte de Mato Grosso, pois é rodovia de integração entre as regiões de maior produção agrícola da região.  